# Адолф Хайнрих фон Салм-Даун
Адолф Хайнрих фон Салм-Даун (на немски: Adolf Heinrich von Salm-Dhaun; * 1557; † 20 февруари 1606) е граф на Салм и вилд- и Рейнграф в Даун-Нойфвил.

## Произход
Той е най-малкият син на вилд-рейнграф Филип Франц фон Залм-Даун-Нойфвил (1518 – 1561) и съпругата му графиня Мария Египтиака фон Йотинген-Йотинген (1520 – 1559), дъщеря на граф Лудвиг XV фон Йотинген-Йотинген (1486 – 1557) и графиня Мария Салома фон Хоенцолерн-Хайгерлох (1488 – 1548). Внук е на граф и вилд и рейнграф Филип фон Салм-Даун (1492 – 1521) и Антоанета дьо Ньофшател (1495 – 1544), наследничка на Ньовил, Фондреманд.
Брат е на граф Йохан Филип II фон Салм (1545 – 1569), граф на Залм-Нойфвил, вилд- и Рейнграф в Даун, Фридрих фон Залм-Нойфвил (1547 – 1608), граф на Залм-Нойфвил, и на граф Йохан Кристоф фон Даун-Грумбах (1555 – 1585), вилд- и Рейнграф в Залм-Грумбах-Рейнграфенщайн. Сестра му Елизабет (1540 – 1579) е омъжена 1558 г. за граф Себастиан фон Даун-Фалкенщайн в Оберщайн († пр. 1620). Сестра му Маргарета (1540 – 1600) е омъжена на 23 февруари 1555 г. за граф Йохан Герхард фон Мандершайд-Геролщайн († 1611).

## Фамилия
Адолф Хайнрих фон Салм-Даун се жени на 24 април 1588 г. за графиня Юлиана фон Насау-Диленбург (* 6 октомври 1565; † 4 октомври 1630), дъщеря на граф Йохан VI фон Насау-Катценелнбоген-Диц (1536 – 1606) и Елизабет фон Лойхтенберг (1537 – 1579).
Те имат 10 деца:
- Йохан Филип (* 25 февруари 1589; † 1591)
- Волфганг Фридрих (* 1589, Даун; † 24 декември 1638, Даун), женен I. 1619 г. за графиня Елизабет фон Золмс-Браунфелс (1593 – 1637), дъщеря на граф Йохан Албрехт I фон Золмс-Браунфелс, II. 1637 г. за графиня Йохана фон Ханау-Мюнценберг (1610 – 1673), дъщеря на граф Албрехт фон Ханау-Мюнценберг
- Йохан Конрад (* ок. 1591; † 1625, Хага)
- Елизабет (* 13 март 1593 в Даун; † 13 януари 1656 в Диленбург), омъжена I. на 1 юни 1615 г. за граф Филип Лудвиг I фон Изенбург-Бюдинген († 1615 в дуел), II. на 28 ноември 1621 г. за граф Райнхард фон Золмс-Браунфелс († 1630); III. на 3 септември 1653 г. в Диленбург за княз Лудвиг Хайнрих фон Насау-Диленбург († 1662)
- Юлиана Урсула (1595 – млада)
- Анна Мария (1596 – 1597)
- Адолф (1597 – 1599)
- Доротея Амалия (1598 – ?)
- Маргарета Сибила (1599 – млада)
- Анна Катарина (1601 – млада)

Вдовицата му Юлиана фон Насау-Диленбург се омъжва втори път на 8 февруари 1619 г. в Зимерн за граф Йохан Албрехт I фон Золмс-Браунфелс (1563 – 1623).